# Catenani

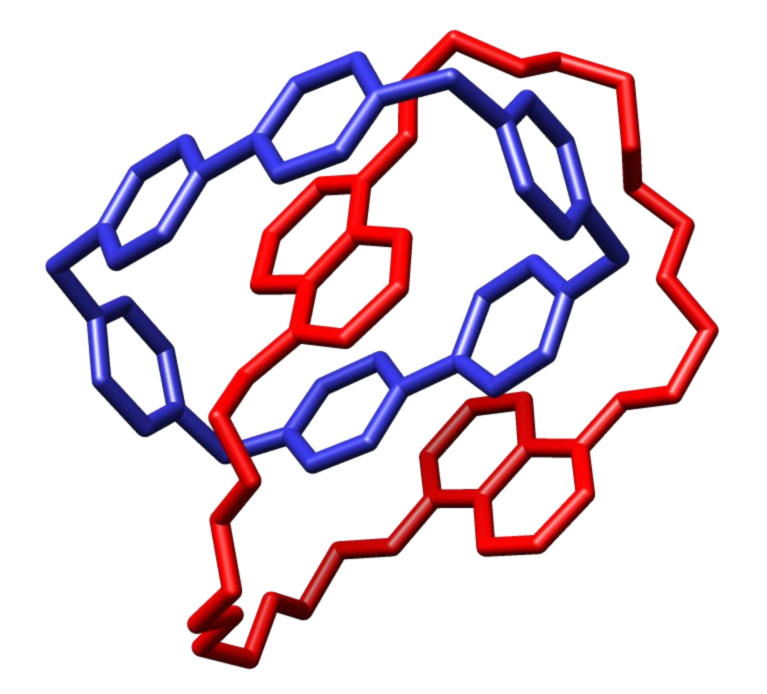
Struttura cristallina di un catenano con un macrociclo ciclobis(paraquat-p-fenilene) riportata da James Fraser Stoddart e colleghi in Chem. Commun., 1991, 634 - 639.

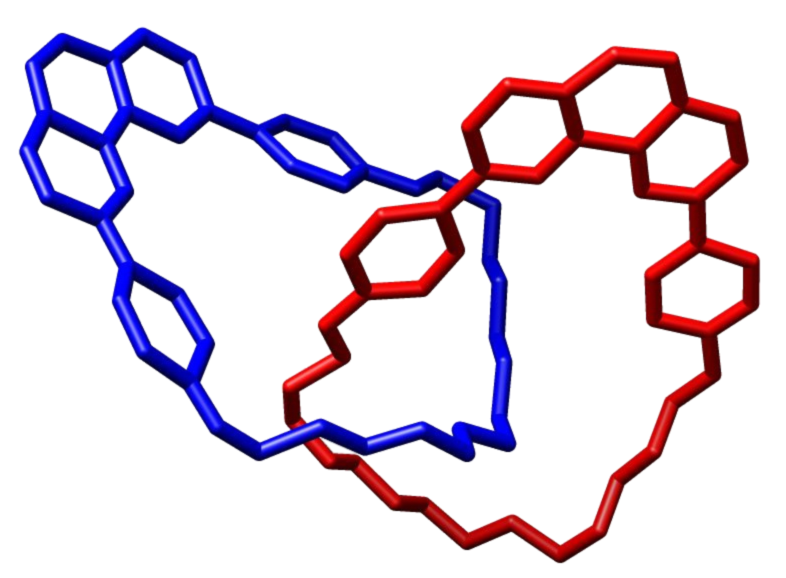
Struttura cristallina di un catenano riportata da Jean Pierre Sauvage e colleghi in Chem. Commun., 1985, 244-247.

I catenani sono architetture molecolari meccanicamente interconnesse consistenti in due o più macrocicli collegati a incastro, in modo da presentare una geometria simile ad una catena.
I cicli non possono essere separati senza che si abbia la rottura dei legami covalenti. I catenani sono concettualmente correlati ad altre architetture molecolari meccanicamente interconnesse, come i rotaxani, i nodi molecolari o gli anelli di Borromeo molecolari. È stato introdotto il termine "legame meccanico" per descrivere la tipologia di legame che intercorre tra i macrocicli di un catenano.

## Sintesi
Esistono due principali approcci alla sintesi organica dei catenani. Il primo consiste semplicemente nel realizzare una reazione di ciclizzazione con la speranza che alcuni cicli si formeranno attorno altri cicli producendo il catenano desiderato. Questo cosiddetto "approccio statistico" ha condotto alla prima sintesi di un catenano; tuttavia, il metodo è altamente inefficiente, richiedendo elevata diluizione del ciclo che deve chiudersi e un grande eccesso del ciclo preformato, ed è raramente utilizzato.
Il secondo approccio si basa sulla preorganizzazione supramolecolare dei precursori macrociclici utilizzando legami idrogeno, coordinazione con un metallo di transizione, forze idrofobiche, o interazioni coulombiane. Queste interazioni non covalenti compensano parte del costo entropico dell'associazione tra i cicli e facilitano il posizionamento dei reagenti così da formare il catenano desiderato. Questo approccio "diretto da template", insieme all'utilizzo di condizioni di alta pressione, può fornire rese di oltre il 90%. Un esempio di questo approccio sfrutta i sali di bis-bipiridinio, i quali formano complessi stabili che si infilano attraverso l'etere corona bis(para-fenilene)-34-crown-10. Sanders ha mostrato che approcci combinatoriali dinamici utilizzando reazioni chimiche reversibili possono essere particolarmente efficaci nella preparazione di nuovi catenani di struttura imprevedibile.

## Proprietà e applicazioni
Una proprietà particolarmente interessante di molti catenani è l'abilità dei cicli di ruotare l'uno rispetto all'altro. Questo moto può essere spesso rivelato e misurato tramite spettroscopia NMR, insieme ad altri metodi. Quando esistono dei motivi di riconoscimento molecolare nel catenano (solitamente i motivi sfruttati per la sua sintesi), il catenano può possedere una o più posizioni termodinamicamente preferite dei cicli gli uni rispetto agli altri. Nel caso in cui un sito di ricognizione è una parte modificabile, in tal caso si ottiene un interruttore molecolare. Quando un catenano è sintetizzato tramite coordinazione dei macrocicli attorno ad uno ione metallico, la rimozione e il reinserimento dello ione metallico è in grado di permettere o impedire la libera rotazione dei cicli (on/off).
Sono stati sintetizzati catenani che incorporano molte unità funzionali, inclusi gruppi redox (ad esempio viologeno e tetratiafulvalene), gruppi fotoisomerizzabili (ad esempio azobenzene), gruppi fluorescenti e gruppi chirali. Alcune di tali unità sono state utilizzate per creare interruttori molecolari come descritto sopra, così come per la fabbricazione di dispositivi di elettronica molecolare e sensori molecolari.

## Famiglie di catenani
Esistono un certo numero di metodi distinti per tenere uniti i precursori prima della reazione finale di ciclizzazione in una sintesi del catenano diretta da template. Ogni approccio non covalente alla formazione del catenano produce differenti famiglie di catenani.
Un'altra famiglia di catenani è quella dei pretzelani o [2]catenani a ponte, somiglianti ai pretzel con un collegamento a ponte tra i macrocicli. In uno di tali sistemi un macrociclo è rappresentato da Bis-bipiridinio carente di elettroni mentre l'altro macrociclo è rappresentato da un ciclofano formato da parafenilene o naftalene. La diffrazione dei raggi X mostra che il gruppo aromatico del ciclofano è tenuto saldamente all'interno del ciclo del piridinio a causa di interazioni π-π. Esiste un numero limitato di conformeri, che si interconvertono rapidamente, per questo tipo di composto.
Nei catenani a forma di manette,, due cicli collegati sono attraversati da un unico terzo ciclo. Il bis-macrociclo (mostrato nella foto in basso in rosso) contiene due unità di fenantrolina dentro una catena di etere corona. L'anello interconnesso agli altri due è auto-assemblato quando due o più unità di fenantrolina sostituite con alcheni si coordinano attraverso un complesso di rame(I) e ciclizzano successivamente in seguito a metatesi.

Catenani
Pretzelani
Catenani a forma di manette

## Nomenclatura
Nella nomenclatura dei catenani, il numero di cicli coinvolti nella formazione del composto viene indicato da un numero tra parentesi quadre che precede la parola "catenano". Sono stati sintetizzati e isolati un certo numero di catenani, fino a giungere a un [7]catenano.